# Moenkopi
Moenkopi (hopi: Mùnqapi) è un census-designated place degli Stati Uniti d'America, nella Contea di Navajo nello Stato dell'Arizona. Ha una popolazione di 901 abitanti secondo il censimento del 2000. Secondo lo United States Census Bureau ha un'area totale di 4,1 km².

## Geografia fisica
Moenkopi si trova nell'Arizona nord-orientale a circa 3 km a sud-est di Tuba City. Pur trovandosi all'interno dalla riserva Navajo, Moenkopi e il territorio circostante fanno parte integrante della riserva indiana Hopi. 
L'enclave, che prende il nome di Moenkopi Census Tract 9412, Coconino County, ha una superficie totale di 250,3 km² ed una popolazione di 916 abitanti (censimento 2000). Moenkopi è collegato dalla Statale 264 dell'Arizona, e si trova presso Tuba City.